# Nejc Gradišar
Nejc Gradišar (Liubliana, 6 de agosto de 2002) es un futbolista esloveno que juega en la demarcación de centrocampista para el Al-Ahly de la Liga Premier de Egipto.

## Selección nacional
Tras jugar en las categorías inferiores de la selección, finalmente hizo su debut con la selección absoluta de Eslovenia el 20 de enero de 2024 contra Estados Unidos en un partido amistoso que finalizó con un resultado de 0-1 a favor del combinado esloveno tras un gol del propio Gradišar.

## Clubes
| Club            | País      | Año       | Partidos | Goles |
| --------------- | --------- | --------- | -------- | ----- |
| NK Bravo        | Eslovenia | 2020-2021 | 1        | 0     |
| NK Brežice 1919 | Eslovenia | 2021      | 15       | 7     |
| NK Rogaška      | Eslovenia | 2022-2023 | 58       | 27    |
| Fehérvár FC     | Hungría   | 2024-2025 | 36       | 9     |
| Al-Ahly         | Egipto    | 2025-     | 21       | 5     |